# Бојишта (Бијело Поље)
Бојишта је насеље у општини Бијело Поље у Црној Гори. Према попису из 2003. било је 194 становника (према попису из 1991. било је 259 становника).

## Демографија
У насељу Бојишта живи 156 пунолетних становника, а просечна старост становништва износи 39,4 година (38,1 код мушкараца и 40,8 код жена). У насељу има 64 домаћинства, а просечан број чланова по домаћинству је 3,03.
Становништво у овом насељу веома је хетерогено, а у последња три пописа, примећен је пад у броју становника.
|  |

| Демографија | Демографија | Демографија |
| Година      | Становника  | Становника  |
| ----------- | ----------- | ----------- |
|             |             |             |
|             |             |             |
|             |             |             |
|             |             |             |
| 1948.       | 270         |             |
| 1953.       | 274         |             |
| 1961.       | 318         |             |
| 1971.       | 356         |             |
| 1981.       | 352         |             |
| 1991.       | 259         | 258         |
| 2003.       | 198         | 194         |
|             |             |             |

| Етнички састав према попису из 2003.‍ | Етнички састав према попису из 2003.‍ | Етнички састав према попису из 2003.‍ | Етнички састав према попису из 2003.‍ | Етнички састав према попису из 2003.‍ |
| ------------------------------------ | ------------------------------------ | ------------------------------------ | ------------------------------------ | ------------------------------------ |
|                                      |                                      |                                      |                                      |                                      |
| Срби                                 | Срби                                 |                                      | 112                                  | 57,73%                               |
| Црногорци                            | Црногорци                            |                                      | 81                                   | 41,75%                               |
| Хрвати                               | Хрвати                               |                                      | 1                                    | 0,51%                                |
| непознато                            | непознато                            |                                      | 0                                    | 0,0%                                 |

| Година пописа     | 1948. | 1953. | 1961. | 1971. | 1981. | 1991. | 2003. |
| ----------------- | ----- | ----- | ----- | ----- | ----- | ----- | ----- |
| Број домаћинстава | 53    | 58    | 66    | 69    | 69    | 71    | 65    |

| Број чланова      | 1  | 2 | 3  | 4  | 5 | 6 | 7 | 8 | 9 | 10 и више | Просек |
| ----------------- | -- | - | -- | -- | - | - | - | - | - | --------- | ------ |
| Број домаћинстава | 64 | 6 | 24 | 14 | 9 | 6 | 3 | 2 | 0 | 0         | 0      |

| Пол    | Укупно | Неожењен/Неудата | Ожењен/Удата | Удовац/Удовица | Разведен/Разведена | Непознато |
| ------ | ------ | ---------------- | ------------ | -------------- | ------------------ | --------- |
| Мушки  | 81     | 29               | 49           | 0              | 3                  | 0         |
| Женски | 81     | 12               | 47           | 15             | 5                  | 2         |
| УКУПНО | 162    | 41               | 96           | 15             | 8                  | 2         |

| Пол    | Укупно                    | Пољопривреда, лов и шумарство | Рибарство                            | Вађење руде и камена | Прерађивачка индустрија       |
| ------ | ------------------------- | ----------------------------- | ------------------------------------ | -------------------- | ----------------------------- |
| Мушки  | 30                        | 3                             | 0                                    | 0                    | 5                             |
| Женски | 9                         | 1                             | 0                                    | 0                    | 2                             |
| УКУПНО | 39                        | 4                             | 0                                    | 0                    | 7                             |
| Пол    | Производња и снабдевање   | Грађевинарство                | Трговина                             | Хотели и ресторани   | Саобраћај, складиштење и везе |
| Мушки  | 0                         | 0                             | 0                                    | 0                    | 11                            |
| Женски | 0                         | 0                             | 2                                    | 0                    | 2                             |
| УКУПНО | 0                         | 0                             | 2                                    | 0                    | 13                            |
| Пол    | Финансијско посредовање   | Некретнине                    | Државна управа и одбрана             | Образовање           | Здравствени и социјални рад   |
| Мушки  | 0                         | 1                             | 6                                    | 1                    | 0                             |
| Женски | 0                         | 0                             | 0                                    | 2                    | 0                             |
| УКУПНО | 0                         | 1                             | 6                                    | 3                    | 0                             |
| Пол    | Остале услужне активности | Приватна домаћинства          | Екстериторијалне организације и тела | Непознато            | Непознато                     |
| Мушки  | 3                         | 0                             | 0                                    | 0                    | 0                             |
| Женски | 0                         | 0                             | 0                                    | 0                    | 0                             |
| УКУПНО | 3                         | 0                             | 0                                    | 0                    | 0                             |